# Panair do Brasil
Panair do Brasil war eine brasilianische Fluggesellschaft mit Sitz in Rio de Janeiro.

## Geschichte
Die Fluggesellschaft wurde am 22. Oktober 1929 als brasilianisches Tochterunternehmen der US-amerikanischen New York, Rio, and Buenos Aires Line (kurz NYRBA) unter dem Namen NYRBA do Brasil gegründet. Die Betriebsaufnahme erfolgte am 21. August 1929 zwischen Buenos Aires und Montevideo mit Flugzeugen des Typs Sikorsky S-38. Am 19. August 1930 wurde das US-amerikanische Mutterunternehmen NYRBA von der Fluggesellschaft Pan American Airways (kurz Pan Am) übernommen, wodurch NYRBA do Brasil in deren alleinigen Besitz überging. Pan Am firmierte die NYRBA do Brasil am 21. November 1930 zur Panair do Brasil um. Die Tochtergesellschaft erhielt ein Firmenlogo, das dem der Pan American Airways stark ähnelte. Ab 1942 begann die US-amerikanische Muttergesellschaft damit, ihre Unternehmensanteile schrittweise an brasilianische Interessenten zu verkaufen.
Nach dem Rückzug der Pan Am blieb Panair do Brasil eine private Fluggesellschaft, welche in Absprache mit Varig, der zweiten großen brasilianischen Fluggesellschaft, Brasilien bis 1965 mit der Welt verband. Hierbei bediente Panair ab 1946 auch europäische Destinationen (u. a. Paris und Frankfurt am Main), während die Varig sich dem amerikanischen Kontinent widmete. Heimatflughafen der Panair war Rio de Janeiro-Santos Dumont. Im Gegensatz zur Varig nutzte Panair die Flugzeugmodelle von Douglas, in den 1960er Jahren die Douglas DC-8, während Varig sich für das Konkurrenzmodell Boeing 707 entschied.
Am 10. Februar 1965 wurden die Panair unerwartet davon in Kenntnis gesetzt, dass ihr ab sofort von der seit dem Vorjahr herrschenden Militärregierung die Lizenz wegen ausstehender Steuerschulden entzogen wurde. Das interkontinentale Streckennetz sowie die diese bedienenden DC-8 Flugzeuge wurden der Varig zugeteilt. Das südamerikanische Netz wurde auf die in den Kriegsjahren aus dem brasilianischen Lufthansa-Ableger Syndicato Condor hervorgegangene Cruzeiro do Sul übertragen. Die weiteren Einrichtungen der Panair wurden entsprechend aufgeteilt. Damit endete die Geschichte der Panair als Fluggesellschaft. Rund 5000 Mitarbeiter verloren dabei den Arbeitsplatz.
Die Vorgehensweise der Regierung gilt auch in der Nachbetrachtung bestenfalls als umstritten. Oft wird sie als illegitime Willkürlichkeit angesehen. Gerne wird darauf hingewiesen, dass Panair bei weitem nicht die höchsten Steuerschulden unter den brasilianischen Fluggesellschaften hatte. Auch wird vermerkt, dass schon 1964 Piloten der Varig informiert wurden, dass alsbald Ziele, die bis dahin nur von der Panair bedient wurden, von ihnen anzufliegen wären – was dem ganzen auch den Ruf einer von langer Hand vorbereiteten Aktion einbrachte.
1984 endete die Zeit der Militärregierung und im selben Jahr wurde die brasilianische Regierung von einem Gericht zu diversen Entschädigungszahlungen verurteilt.
Bereits 1975 veröffentlichten Milton Nascimento und Fernando Brant das wehmütige Lied Saudade Dos Aviões Da Panair („Sehnsucht der Flugzeuge von Panair“), das insbesondere in der Fassung von Elis Regina zu einem Erfolg wurde. 2007 zeichnete der brasilianischen Regisseur Marco Altenberg in dem vielbeachteten Dokumentarfilm Panair do Brasil die Geschichte der Fluggesellschaft nach.
Seit der Schließung der Panair treffen sich vormalige Mitarbeiter, deren Angehörige und Freunde, die Família Panair, alljährlich um den 22. Oktober, dem Gründungstag der Gesellschaft, zum geselligen Austausch. Noch 2010 fanden sich rund 200 Leute zum gemeinsamen Essen im Clube da Aeronáutica von Rio de Janeiro ein.

## Flotte
Panair do Brasil betrieb folgende Flugzeugtypen:
- Consolidated Catalina
- Douglas DC-2
- Douglas DC-3/C-47
- Douglas DC-6
- Douglas DC-7
- Douglas DC-8
- Lockheed Modell 10 Electra
- Lockheed Modell 12 Electra Junior
- Lockheed Lodestar
- Lockheed Constellation
- Lockheed Super Constellation
- Sikorsky S-38
- Sikorsky S-43
- Sud Aviation Caravelle

## Zwischenfälle
Von 1941 bis zur Betriebseinstellung 1965 kam es bei Panair do Brasil zu 25 Totalverlusten von Flugzeugen. Dabei kamen 297 Menschen ums Leben. Beispiele:
- Am 27. September 1946 flog eine Douglas DC-3A-228D der Panair do Brasil (Luftfahrzeugkennzeichen PP-PCH) im Anflug auf den Flughafen Rio de Janeiro–Santos Dumont (Brasilien) in einen Berg. Alle 25 Insassen, drei Besatzungsmitglieder und 22 Passagiere, wurden getötet.[6]

- Am 28. Juli 1950 flog eine Lockheed L-049 Constellation der Panair do Brasil (PP-PCG) auf einem Linienflug von Rio de Janeiro nach Porto Alegre (Brasilien) ins Gelände. Im Anflug auf den Militärflugplatz Gravatai Air Base bei Porto Alegre kollidierte das Flugzeug mit einer Stromleitung auf einem nur 200 Meter hohen Hügel 15 Kilometer nordnordöstlich der Landebahn. Bei diesem CFIT (Controlled flight into terrain) wurden alle 51 Insassen getötet, 7 Besatzungsmitglieder und 44 Passagiere.[7][8]

- Am 28. Februar 1952 streifte die Tragfläche einer Douglas DC-3A-393 der Panair do Brasil (PP-PCN) beim Durchstarten am Flughafen Uberlândia (Brasilien) Bäume. Das Flugzeug stürzte ab. Von den 31 Insassen kamen 9 ums Leben, drei Besatzungsmitglieder und 6 Passagiere.[9]

- Am 17. Juni 1953 wurde eine Lockheed L-049 Constellation der Panair do Brasil (PP-PDA) 6,5 Kilometer südwestlich des Zielflughafens São Paulo-Congonhas (Brasilien) in einem engen Tal ins Gelände geflogen. Die aus Rio de Janeiro kommende Maschine wurde zerstört. Bei diesem CFIT (Controlled flight into terrain) wurden alle 17 Insassen getötet, sieben Besatzungsmitglieder und 10 Passagiere.[10]

- Am 16. Juni 1955 wurde eine Lockheed L-049 Constellation der Panair do Brasil (PP-PDJ) 12,9 Kilometer südwestlich des Zielflughafens Asunción (Paraguay) ins Gelände geflogen. Ursachen waren eine falsche Einstellung des Höhenmessers und Abweichung vom Anflugverfahren durch falsche Zeitablesung. Ein wesentlicher Faktor war Übermüdung des Kapitäns, der in einem Monat 113 Flugstunden fliegen musste und auf diesem Flug schon 18 Stunden im Dienst war. Bei diesem CFIT (Controlled flight into terrain) wurden 16 der 24 Insassen getötet, sieben Besatzungsmitglieder und 9 Passagiere. Die anderen acht Insassen überlebten den Unfall.[11][12][13]

- Am 26. Januar 1961 wurde eine Lockheed L-049 Constellation der Panair do Brasil (PP-PDC) bei der Landung auf dem Flughafen Belo Horizonte–Pampulha (Brasilien) zu spät und mit zu hoher Geschwindigkeit aufgesetzt. Die Piloten führten dann absichtlich einen Ringelpiez herbei, um ein Überschießen des Landebahnendes zu verhindern. Die Maschine kam in einem Graben neben der Landebahn zum Liegen und wurde irreparabel beschädigt. Alle 59 Insassen, sechs Besatzungsmitglieder und 53 Passagiere, überlebten den Unfall.[14]

- Am 14. Oktober 1961 ging in einer Douglas DC-7C der Panair do Brasil(PP-PDL) auf dem Weg von Manaus Hydraulikflüssigkeit verloren. Bei der Notlandung auf dem Flughafen Belém geriet die Maschine beim Einsatz des Umkehrschubs von der Landebahn ab; beim Queren eines Grabens brach das Fahrwerk zusammen. Alle Insassen überlebten den Totalschaden des Flugzeugs.[15]

- Am 1. November 1961 wurde eine Douglas DC-7C der Panair do Brasil (PP-PDO) auf dem Weg vom Flughafen Sal (Kap Verde) in einen 84 Meter hohen Hügel geflogen. Die zuerst in Lissabon gestartete Maschine war im nächtlichen Endanflug auf den Flughafen Recife, als sie 2,7 Kilometer vor der Landebahn ins Gelände flog. Von den 88 Insassen wurden 45 getötet.[16]

- Am 28. Februar 1962 wurde mit einer Lockheed L-049 Constellation der Panair do Brasil (PP-PCR) auf dem Flughafen Rio de Janeiro-Galeão (Brasilien) eine geplante Bauchlandung durchgeführt. Die in Belo Horizonte gestartete Maschine war auf dem Weg zum Flughafen Belém/Val-de-Cans, als es nach dem Start Probleme mit dem Fahrwerk gab. Die Piloten entschieden sich, nach Rio de Janeiro auszuweichen und dort kontrolliert mit teilweise eingefahrenem Fahrwerk zu landen. Alle 25 Insassen überlebten den Unfall. Das Flugzeug wurde stark beschädigt und aus dem Verkehr gezogen.[17]

- Am 20. August 1962 brach der Kapitän einer Douglas DC-8-33 der Panair do Brasil (PP-PDT) erst zu einem späten Zeitpunkt den Start seiner Maschine vom Flughafen Rio de Janeiro-Galeão ab. Das Flugzeug überrollte das Landebahnende und stürzte ins Meer. Bei den Flugunfalluntersuchungen wurde festgestellt, dass zwar die Bremsen betätigt wurden, die Schubumkehr jedoch nach den Beschädigungen aller Triebwerke nicht mehr funktionierte. Die Notbeleuchtung funktionierte nicht, und die Passagiere waren weder über die Lage der Notausgänge noch die Benutzung der Schwimmwesten informiert worden. Nachdem das Flugzeug etwa 100 Meter abgetrieben war, sank es innerhalb von 25 Minuten. Von 105 Personen an Bord kamen 15 ums Leben (siehe auch Panair-do-Brasil-Flug 026).[18]

- Am 14. Dezember 1962 wurde eine offenbar intakte Lockheed L-049 Constellation der Panair do Brasil (PP-PDE) auf einem Linienflug von Belém nach Manaus im brasilianischen Bundesstaat Amazonas ins Gelände geflogen. Im Anflug auf den Flughafen Manaus-Ponta Pelada (Brasilien) hatte die Besatzung gemeldet „noch 6 Minuten bis zum Platz“, allerdings erst 15 Minuten später gefragt, ob man am Boden die Motoren des Flugzeugs hören könne. Das Wrack wurde bei Rio Preto da Eva gefunden, etwa 45 Kilometer von Manaus entfernt. Das Flugzeug war im Horizontalflug und in Reiseflugkonfiguration in Bäume geflogen. Bei diesem CFIT (Controlled flight into terrain) wurden alle 50 Insassen, 7 Besatzungsmitglieder und 43 Passagiere, getötet (siehe auch Flugunfall der Panair do Brasil bei Manaus).[19][20][21]

- Am 8. April 1963 brach an einer Douglas DC-7C der Panair do Brasil (PP-PDM) bei einem Trainingsflug am Flughafen Rio de Janeiro-Galeão das Bugfahrwerk zusammen. Die beiden inneren Triebwerke (Nummer 2 und 3) wurden abgerissen, beschädigten die Treibstofftanks und lösten ein Feuer aus. Die 7 Besatzungsmitglieder überlebten den Totalschaden des Flugzeugs.[22]

- Am 22. Januar 1965 wurde eine Douglas DC-3/C-53-DO der Panair do Brasil (PP-PEE) auf dem Flughafen Porto Velho-Belmonte (Brasilien) irreparabel beschädigt. Über Personenschäden ist nichts bekannt.[23]